# Zbigniew Filipkowski
Zbigniew Jan Filipkowski (ur. 1952 w Ełku) – polski polityk, przedsiębiorca, urzędnik państwowy i samorządowy, senator II kadencji.

## Życiorys
W 1972 ukończył technikum rolnicze, studiował następnie historię na Katolickim Uniwersytecie Lubelskim. Prowadził gospodarstwo rolne, następnie pracował jako nauczyciel i w Stowarzyszeniu „Pax”. Od 1985 zajmował się działalnością gospodarczą w branży gastronomicznej i handlowej.
Od 1990 zasiadał w radzie miejskiej w Suwałkach, wchodził w skład zarządu miasta. W latach 1991–1993 sprawował mandat senatora II kadencji z ramienia Kongresu Liberalno-Demokratycznego, wybranego w województwie suwalskim.
Zajmował się następnie działalnością wydawniczą. Był członkiem Zjednoczenia Chrześcijańsko-Narodowego. W okresie rządów AWS zajmował stanowisko prezesa zarządu regionalnej Agencji Restrukturyzacji „Odnowa”. Radnym miejskim był do 2002, kiedy to bez powodzenia ubiegał się o reelekcję.
Od 2001 związany z Prawem i Sprawiedliwością. Po objęciu urzędu prezydenta m.st. Warszawy przez Lecha Kaczyńskiego został naczelnikiem Wydziału Administracyjno-Gospodarczego dla Dzielnicy Śródmieście. Od 2006 do 2008 pełnił funkcję  dyrektora Departamentu Wyznań Religijnych oraz Mniejszości Narodowych i Etnicznych MSWiA i współprzewodniczącego (z ramienia rządu) komisji majątkowej.
W 2015 objął stanowisko zastępcy dyrektora Centralnej Biblioteki Rolniczej im. Michała Oczapowskiego, w 2016 został dyrektorem tej placówki. Pełnił tę funkcję do 2019.